# Norbit
Norbit är en romantisk komedifilm regisserad av Brian Robbins från 2007 med bland annat Eddie Murphy och Thandie Newton.

## Handling
Filmen handlar om Norbit (Eddie Murphy), som har en svår uppväxt. Norbit växer upp på ett barnhem. Han får en kompis där. Hon heter Kate (Thandie Newton). De är vänner tills Kate blir adopterad. Norbit blir aldrig adopterad. Senare i livet möter han den egoistiska Rasputia (Eddie Murphy) och de växer upp och gifter sig.

## Om filmen
Norbit regisserades av Brian Robbins. Rick Baker och Kazuhiro Tsuji blev nominerade en Oscar för bästa smink. Filmen fick även åtta nomineringar till det tveksamma priset Golden Raspberry Awards.

## Roller
| Eddie Murphy       | – Norbit Albert Rice / Mr. Wong / Rasputia Latimore |
| Thandie Newton     | – Kate Thomas                                       |
| Eddie Griffin      | – Pope Sweet Jesus                                  |
| Katt Williams      | – Lord Have Mercy                                   |
| Terry Crews        | – Big Black Jack Latimore                           |
| Lester Speight     | – Blue Latimore                                     |
| Clifton Powell     | – Earl Latimore                                     |
| Cuba Gooding, Jr.  | – Deion Hughes                                      |
| Anthony Russell    | – Giovanni                                          |
| Michael Colyar     | – Morris                                            |
| Charlie Murphy     | – Lloyd (röst)                                      |
| Pat Crawford Brown | – Mrs. Henderson                                    |
| Marlon Wayans      | – Buster Perkin                                     |

## Priser

### Golden Raspberry Awards
Filmen var nominerad åtta Golden Raspberry Awards varav tre vinster.
- Värsta skådespelare (Eddie Murphy) - Vann
- Sämsta kvinnliga biroll (Eddie Murphy) - Vann
- Sämsta manliga biroll (Eddie Murphy) - Vann
- Värsta Bild - Nominerad
- Värsta Skådespelare (Cuba Gooding Jr.) - Nominerad
- Worst Screen Couple (Eddie Murphy) - Nominerad
- Värsta Regissör (Brian Robbins) - Nominerad
- Värsta Manus (Eddie Murphy, Charles Q. Murphy, Jay Scherick, David Ronn) - Nominerad

### Kids' Choice Awards
Filmen blev nominerad för bästa manliga huvudroll. (Eddie Murphy)

### Oscars
Bästa makeup (Rick Baker & Kazuhiro Tsuji)